# Hühnerhypnose
Mit der Hühnerhypnose kann ein Haushuhn hypnotisiert oder in Trance versetzt werden, indem man seinen Kopf an den Boden drückt und mit einem Stock oder Finger eine Linie entlang des Bodens zieht, die am Schnabel beginnt und sich direkt vor dem Huhn nach außen erstreckt. Wenn das Huhn auf diese Weise hypnotisiert wird, bleibt es zwischen 15 Sekunden und 30 Minuten unbeweglich und starrt weiterhin auf die Linie. Ethologen bezeichnen diesen Zustand als tonische Immobilität („Schreckstarre“), das heißt einen natürlichen Zustand der Halblähmung, in den einige Tiere eintreten, wenn sie mit einer Bedrohung konfrontiert werden. Dies ist wahrscheinlich ein Abwehrmechanismus, der den Tod vortäuschen soll, wenn auch eher unzureichend.
Die erste bekannte schriftliche Erwähnung für diese Methode erfolgte 1646 in Experimentum mirabile. De Imaginatione Gallinae von Athanasius Kircher in Rom.

## Methoden
Eine weitere Hypnosetechnik besteht darin, das Huhn mit dem Gesicht nach oben zu halten, mit dem Rücken auf dem Boden, und dann den Finger nach unten von den Kehllappen des Huhnes bis knapp über seinen Schlitz zu führen. Während der Dauer der Hypnose sind die Hühnerfüße freigelegt, was eine einfache Anwendung von Medikamenten für Fußmilben usw. ermöglicht. Klatschende Hände oder ein sanfter Stoß auf das Huhn wecken es.
Man kann ein Huhn auch hypnotisieren, indem die Schlafhaltung nachgeahmt wird – mit dem Kopf unter den Flügeln. Bei dieser Methode hält man den Vogel fest, legt seinen Kopf unter seine Flügel, schaukelt das Huhn sanft hin und her und legt es sehr vorsichtig auf den Boden. Es sollte etwa 30 Sekunden lang in der gleichen Position bleiben. H. B. Gibson behauptete in seinem Buch Hypnose – its Nature and Therapeutic Uses, dass die Rekordzeit für ein Huhn, das unter Hypnose bleibt, 3 Stunden und 47 Minuten beträgt.

## Bemerkenswerte Persönlichkeiten, die Hühnerhypnose angewendet haben
- Helmut Kohl, ehemaliger deutscher Bundeskanzler: Kohls bevorzugte Methode scheint der von Werner Herzog ähnlich zu sein, er verwendete „eine mit Kreide gezogene Linie“. (Stern, 13. September 1996)
- Al Gore, ehemaliger Vizepräsident der Vereinigten Staaten: Gores Technik bestand darin, Kreise um den Kopf des Huhns zu zeichnen.
- Werner Herzog, ein deutscher Produzent, Schauspieler und Schriftsteller: Herzog ist dafür bekannt, Hühner zu hypnotisieren. Zudem hypnotisierte er auch die Darsteller seines Films Herz aus Glas von 1976.[6]